# 安娜·卡琳·西德克
安娜·卡琳·西德克（瑞典語：Anna Carin Zidek，1973年4月1日—），旧姓奥洛夫松（Olofsson），瑞典女子冬季两项、越野滑雪运动员。她曾代表瑞典参加2002年、2006年和2010年冬季奥林匹克运动会，共获得一枚金牌和一枚银牌。